# Ici Normandie (Calvados - Orne)
Pour les articles homonymes, voir Ici Normandie (Seine-Maritime - Eure).
Ici Normandie (Calvados - Orne), anciennement France Bleu Normandie (Caen) avant le 3 janvier 2016 France Bleu Basse-Normandie, est l'une des stations de radio généraliste du réseau France Bleu de Radio France. Elle a pour zone de service le Calvados et l'Orne (sauf le Perche).
Créée sous le nom de Radio-Normandie  en 1978, radio régionale diffusée sur l'ensemble de la Normandie et installée à Caen, elle est devenue successivement Radio-Basse-Normandie, France-Bleu-Basse-Normandie, France-Bleu-Normandie (Caen), puis Ici-Normandie (Caen).

## Historique
Radio-Normandie émet pour la première fois à partir de la péniche Intens amarrée dans le bassin Saint-Pierre de Caen le 6 janvier 1978. Inaugurée par le président de la chaine nationale, Claude Contamine, il s'agit alors du dix-septième programme régional FR3 Radio. Elle est diffusée par les émetteurs des cinq départements normands. Les animations du week-end sont notamment confiées à Daniel Hamelin. La péniche restera en fonction jusqu'au déménagement des studios rue Fred-Scamaroni en mars 1982.
Rebaptisée entre-temps Radio-Basse-Normandie après la création de Radio-Haute-Normandie, la station de Caen devient, comme toutes les radios locales de FR3, une chaine du réseau de Radio France le 1er janvier 1983.
Le 4 septembre 2000, les radios locales de Radio France sont réunies dans le réseau France Bleu qui fournit un programme commun national que reprennent les programmes locaux des stations en régions. Le département de la Manche est alors très majoritairement attribué à la zone de diffusion de France Bleu Cotentin.
Le 4 janvier 2016, les stations de France Bleu basées à Caen et à Rouen perdent la distinction Basse- et Haute- pour toutes les deux s'appeler France Bleu Normandie. Pour différencier les stations, les départements de couverture sont précisés après le nouveau nom commun des deux stations normandes.
Avec la diffusion en DAB+, la zone de couverture se restreint encore puisque, outre le Perche (déjà pas couvert en FM) l'ArCom attribue la zone d'Alençon à l'allotissement étendu du Mans, et donc à France Bleu Maine.

## Identité de la station

### Siège local
Le siège local est à Caen, au 12 rue Rosa-Parks.

### Logos

2000 - 2005
2005 - 26 août 2015
26 août 2015 - 3 janvier 2016
3 janvier 2016 - 16 décembre 2021
16 décembre 2021 - 6 janvier 2025
6 janvier 2025 - présent

## Programmation
Les programmes régionaux de France Bleu Normandie (Calvados - Orne) sont diffusés en direct de 6 h à 13 h et de 16 h à 19 h du lundi au vendredi, et de 7 h à 12 h 30 le week-end. Les programmes nationaux du réseau France Bleu sont diffusés le reste de la journée et la nuit.

## Écoute
En 2022, France Bleu Normandie reste la 1ère radio de Normandie avec une moyenne de 95 900 auditeurs et une part d'audience de 10.3%